# Hans Reimann (Autor)

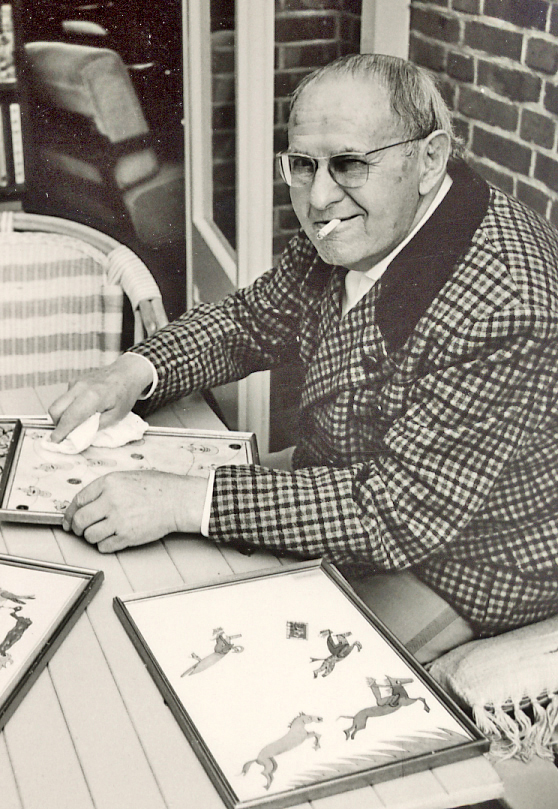
Hans Reimann

Hans Reimann, eigentlich Albert Johannes Reimann (* 18. November 1889 in Leipzig; † 13. Juni 1969 in Schmalenbeck bei Hamburg) war ein deutscher humoristischer Schriftsteller, Dramatiker und Drehbuchautor. Er verwendete auch die Pseudonyme Max Bunge, Hans Heinrich, Artur Sünder, Hanns Heinz Vampir und Andreas Zeltner.

## Leben

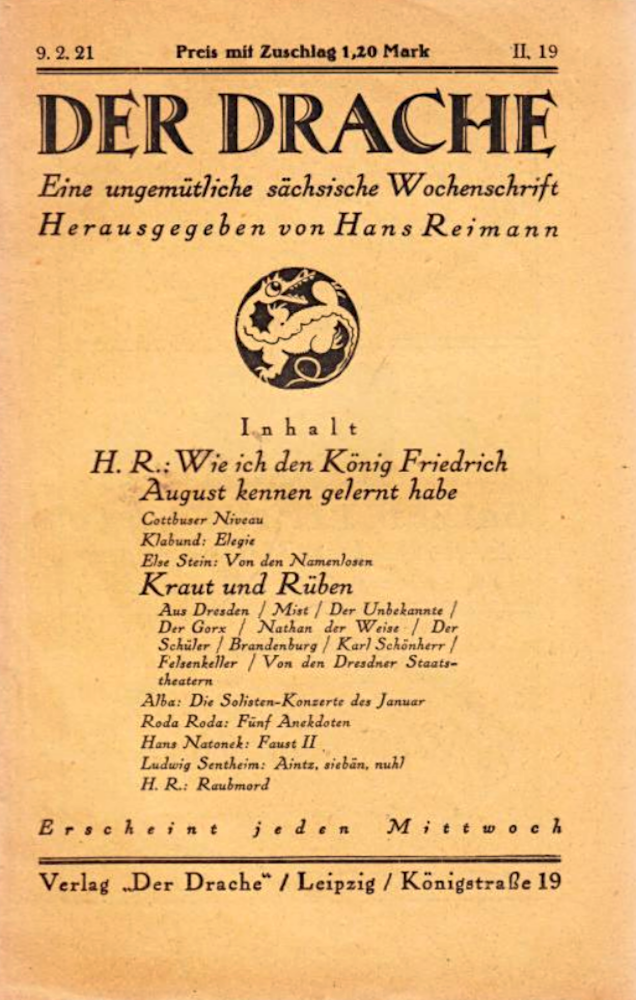
Zeitschrift Der Drache Titelblatt 9.Februar1921

Hans Reimann stammte aus bürgerlichem Milieu. Nach seiner Schulzeit absolvierte er in Leipzig eine Grafikerausbildung, besuchte die Kunstakademie in München und studierte Deutsche Philologie und Kunstgeschichte. Im Ersten Weltkrieg war er an der galizischen und der Sommefront eingesetzt. Danach kehrte er nach Leipzig zurück und gab hier die satirische Zeitschrift Der Drache (1919–1925) und anschließend in Frankfurt am Main Das Stachelschwein (1924–1929) heraus. Außerdem war er für den Simplicissimus und Die Weltbühne tätig und gründete die Kabaretts „Retorte“ (Leipzig) und „Astoria“ (Frankfurt am Main). Seit 1925 lebte er in Berlin.
Während einer kurzen Zusammenarbeit mit dem Rechtsanwalt und Schriftsteller Heinrich Spoerl zu Beginn der 1930er Jahre entstand das Bühnenstück Der beschleunigte Personenzug nach einer Idee von Spoerl, die dieser 1936 unter dem Titel Wenn wir alle Engel wären auch als Roman umsetzte. Nach Angaben Reimanns in seiner Autobiografie Mein blaues Wunder (1959) schrieben beide Autoren 1931 gemeinsam den Roman Die Feuerzangenbowle; als Verfasser wurde aber nur der Name Heinrich Spoerl genannt. Ein Rechtsstreit zog sich über mehrere Jahre. Das Drehbuch zur ersten Verfilmung von 1933, betitelt So ein Flegel wurde zum größten Teil von Reimann verfasst, das Honorar zwischen Reimann und Spoerl nahezu hälftig geteilt. Die Behauptung, Reimanns Name habe nicht genannt werden dürfen, ist unrichtig. Im Vorspann des Films heißt es: „So ein Flegel / nach dem Roman / „Die Feuerzangenbowle“ / von Heinrich Spoerl. / Drehbuch: / Hans Reimann. / Regie: R. A. Stemmle.“ Das Drehbuch befindet sich in der Deutschen Kinemathek. Es trägt den Titel: „So ein Flegel / Eine Filmkomödie von / Hans Reimann und R. A. Stemmle / Nach dem Roman „Die Feuerzangenbowle“ / von Spoerl / Regie: R. A. Stemmle / Cicero Film G.m.b.H. / Berlin-Halensee, Cicerostraße 2–6“. Auch in der Presse wurde Reimann als Drehbuchautor hervorgehoben.
Die Rolle von Hans Reimann in der Zeit des Nationalsozialismus ist umstritten und wird sehr unterschiedlich dargestellt. So war 1931 der Plan publik geworden, dass Reimann eine Hitler-Parodie unter dem Titel Mein Krampf für den Verlag Paul Steegemann schreiben sollte. Als Reimann davon Abstand nehmen wollte, nach eigenen Angaben nach einer Warnung von Hanns Johst, versuchte Steegemann die Einhaltung der Verpflichtung 1932 einzuklagen. In seinen Memoiren Mein blaues Wunder schildert Reimann, dass er selbst sich mit diesem Plan bei den Nationalsozialisten dauerhaft unbeliebt gemacht und nach 1933 erhebliche Schwierigkeiten beim Publizieren, selbst unter Pseudonym, bekommen habe. An dieser Darstellung gibt es begründete Zweifel. So zitieren Gunther Nickel und Johanna Schrön einen Brief von Will Vesper, aus dem hervorzugehen scheint, dass Reimann 1934 „Material“ zu diesem Prozess an Vesper gesandt hatte, das dieser für einen denunziatorischen Artikel über Steegemann verwendete. Ende 1934 wandte sich Reimann an das Propagandaministerium, schilderte seine angespannte finanzielle Lage und bekam Hilfe zugesagt. Reimanns Brief an Spoerl vom 5. August 1935 zufolge war es „Dr. Goebbels persönlich“, der „den ganzen Mist“  – so bezeichnete er den Ärger um seine früheren nazikritischen Schriften – „aus dem Wege geräumt“ habe. Er bekam sogleich  Aufträge für den Rundfunk und durfte ein Stück für die NS-Kulturgemeinde schreiben. 1936 mischte sich dann Hitler persönlich ein: „Der Führer hat (…) entschieden, daß der Schriftsteller Hans Reimann in der Ausübung seines Berufes wie auch in der Verbreitung seiner in Ordnung gehenden Bücher in keiner Weise behindert werden dürfe.“ Aus diesem Grund konnte die Zigarettenmarke ATIKAH 1938 unbehelligt großseitige Anzeigen mit Hans Reimann als Werbeträger schalten. Neben einer Karikatur von Reimann und dessen eigenhändiger Unterschrift war dessen Zigaretten-Gedicht „Verfeinerung“ zu lesen.
Vier der von Reimann in der Weimarer Republik veröffentlichten Bücher wurden von den Nationalsozialisten am 25. April 1935 in die Liste des schädlichen und unerwünschten Schrifttums aufgenommen. Auf der sog. „Schwarzen Liste“ von 1933 findet sich sein Name dagegen noch nicht. Zwischen 1933 und 1945 konnten aber sowohl zahlreiche neue Bücher Reimanns als auch einige Neuauflagen erscheinen, insgesamt zwei Dutzend, einige weitere brachte er unter Pseudonym heraus. Reimann fand eine Anstellung als Redaktionsleiter beim Kladderadatsch, wo er im Impressum nicht geführt wurde, und veröffentlichte auch in der nationalsozialistischen Brennessel.
1939 heiratete Hans Reimann seine dritte Frau, die Schauspielerin Vilma Bekendorf, und zog nach Bernried. Während des Zweiten Weltkrieges diente er als Frontunterhalter in Italien, am Wolchow, am Eismeer und in Lappland. Ein antisemitischer Artikel Jüdischer Witz unter der Lupe, den Reimann 1944 in Velhagen und Klasings Monatsheften (Jg. 1943, Heft 6, S. 255–257) veröffentlichte, fiel Victor Klemperer auf, der ihn in seinen Tagebüchern als widerwärtig bewertete. In Reimanns Artikel wird das von Heinrich Heine erfundene Wortspiel „famillionär“ als „Kalauer“ und „Unzucht mit Buchstaben“ bezeichnet, Heine als „koscherer Lyriker“. Der Artikel schließt mit den Worten: „Denn wer seinen Witz dazu mißbraucht, nichts ernst zu nehmen und alles zu verneinen, schaufelt sein eigenes Grab.“.
Carl Zuckmayer bewertete in seinem 1943/44 für das amerikanische Office of Strategic Services erstellten Geheimreport Reimanns Rolle im Nationalsozialismus äußerst negativ. Er warf ihm insbesondere vor, in einem Artikel in der SS-Zeitschrift Das Schwarze Korps den ins KZ eingelieferten Kabarettisten Paul Morgan verspottet zu haben. Die Herausgeber des Nachdrucks des Geheimreports halten fest, dass Reimann gemäß seinen eigenen Angaben gegenüber der Reichsschrifttumskammer durchaus in dieser Zeitschrift veröffentlicht hat, der entsprechende Artikel jedoch, anders als Zuckmayer schrieb, keine Autorenangabe aufweist. Es ist nicht bekannt, ob dieser Artikel tatsächlich von Reimann verfasst wurde.
Einen Prozess gegen den Schriftsteller Moritz Lederer, der in den 1950er Jahren Angriffe auf Reimann wegen seiner Publikationstätigkeit unter dem Nationalsozialismus veröffentlichte, gewann Reimann 1958.
Unmittelbar nach dem Zweiten Weltkrieg hatte Hans Reimann Schreibverbot, wurde aber 1949 als Mitläufer entnazifiziert. Anschließend veröffentlichte Reimann zuerst wieder im Simpl, einer Münchener satirischen Zeitschrift. Von 1951 bis zu seinem Tod lebte er in Schmalenbeck bei Hamburg, wo er u. a. 17 Jahre lang die literaturkritische Reihe „Literazzia“ herausgab. Sein literarischer Nachlass wird im Deutschen Literaturarchiv Marbach verwahrt.
Hans Reimann ist der Vater von Peter Reimann und der Großvater des Lyrikers Andreas Reimann.

## Künstlerisches Schaffen
Hans Reimanns literarisches Schaffen kreist um zwei Pole: zum einen um die Eigenheiten der deutschen Sprache, mit der er in seinen „Grotesken“ dadaistisches Allotria treibt, zum anderen um die humoristischen Aspekte des Alltagslebens. Bekannt wurde er vor allem durch seine „Gymnasialsatiren“ und durch die „Sächsischen Miniaturen“, in denen er Geschichte und Alltag seiner Heimat in sächsischer Mundart darstellte. Auch Parodien über Erfolgsautoren wie Hedwig Courths-Mahler, Edgar Wallace, den Antisemiten Artur Dinter – dessen Werk Die Sünde wider das Blut verulkte er als „Artur Sünder“ unter dem Titel Die Dinte wider das Blut – und über den späteren NS-Autor Hanns Heinz Ewers machten ihn bekannt.
Bekanntestes dramatisches Werk ist die Komödie Das Ekel, die er gemeinsam mit Toni Impekoven verfasste. Erich Kästner kommentierte den Text:

„‚Das Ekel‘ ist eine Charakterposse, in der sich Hans Reimanns liebstes Kind, der sächsische Spießer, auslebt. Keine blindwütige Situationskomikerei, mit der uns Amerika und die literarischen ‚Deutsch-Amerikaner‘ langsam zur Verzweiflung treiben. […] Dass sich das Publikum freut, steht fest.“

Die Komödie wurde dreimal verfilmt: 1931 nach einem Drehbuch von Erich Kästner und Emmerich Pressburger, 1939 mit Hans Moser sowie 1959 unter dem Titel Der Haustyrann mit Heinz Erhardt in der Hauptrolle. Außerdem dramatisierte Hans Reimann gemeinsam mit Max Brod den Schwejk von Jaroslav Hašek. Darüber hinaus gibt es weitere Theaterstücke aus seiner Feder, von denen jedoch nur wenige aufgeführt wurden.
Reimann machte sich außerdem einen Namen durch Stadt- und Reisebeschreibungen, als Drehbuchautor (z. B. von So ein Flegel) sowie als Literaturkritiker (vgl. die Buchreihe „Literazzia“) und durch seine Autobiografie Mein blaues Wunder.

## Werke (Auswahl)
- 1916: Die schwarze Liste. Ein heikles Bilderbuch (grafische Plagiate), Kurt Wolff, Leipzig
- 1916: Die Dame mit den schönen Beinen und andere Grotesken, Georg Müller, München
- 1917: Kobolz. Grotesken, Kurt Wolff, Leipzig
- 1917: Das verbotene Buch. Grotesken und Schnurren, Georg Müller, München
- 1917: Die Dinte wider das Blut. Ein Zeitroman (unter dem Pseudonym Artur Sünder), Paul Steegemann, Hannover
- 1918: Der Floh. Skizzen aus Kriegszeit, Georg Müller, München
- 1918: Das Paukerbuch. Skizzen vom Gymnasium, Georg Müller, München
- 1918: Tyll, humoristischer Roman, Kurt Wolff, Leipzig
- 1919: Mit roter Tinte, Erich Matthes, Leipzig
- 1919: Pax. Ein friedliches Buch, Georg Müller, München
- 1920: Die Kloake. Ein heikles Lesebuch, Kurt Wolff, München
- 1921: Sächsische Miniaturen, Zeichnungen von George Grosz, Verlag Der Drache, Leipzig
- 1923: Sächsische Miniaturen Band 2, mit 20 Zeichnungen von Paul Simmel, Steegemann, Hannover und Leipzig
- 1921: Das blinde Huhn oder genauer gesagt Das linksseitig nahezu total erblindete Huhn, Wieland, München
- 1922: Hedwig Courths-Mahler. Schlichte Geschichten fürs traute Heim, Steegemann, Hannover, Leipzig, Zürich
- 1923: Von Karl May bis Max Pallenberg in 60 Minuten, Kurt Wolff, München
- 1924: Der Igel [Das Ekel] (mit Toni Impekoven), Komödie, Erstaufführung 1926
- 1925: Ewers. Ein garantiert verwahrloster Schundroman in Lumpen, Fetzchen, Mätzchen und Unterhosen von Hanns Heinz Vampir, Steegemann, Hannover
- 1928: Sago, Carl Reissner, Dresden
- 1928: Komponist wider Willen. Humoristischer Roman, Reissner, Dresden
- 1928: Neue Sächsische Miniaturen, mit Illustrationen von Karl Holtz, Reissner, Dresden
- 1929: Das Buch von Leipzig. (Bd. VI der Reihe Was nicht im „Baedeker“ steht), Piper Verlag, München (Reprint: Connewitzer Verlagsbuchhandlung 1995)
- 1929: Männer, die im Keller husten, Parodien auf Edgar Wallace. Berlin, Paul Steegemann Verlag 1929
- 1929: Die voll und ganz vollkommene Ehe. Nach Dr. Th. H. van der Velde, Steegemann, Berlin und Leipzig
- 1930: Das Buch von Frankfurt, Mainz, Wiesbaden  (Bd. IX der Reihe Was nicht im Baedeker steht), Piper Verlag, München (Reprint: Connewitzer Verlagsbuchhandlung 1995)
- 1931: Vergnügliches Handbuch der deutschen Sprache, Gustav Kiepenheuer, Berlin (2., veränd. Aufl. 1932, 3. Aufl. 1937, 4. Aufl. 1942); erweiterte Neuauflage, Econ Verlag, Düsseldorf + Wien, 1964
- 1931: Sächsisch, Piper Verlag, München, Band I der Reihe: Was nicht im Wörterbuch steht (Reprint: Connewitzer Verlagsbuchhandlung 1995)
- 1932: Quartett zu dritt. Alles andere als ein Roman, Kiepenheuer, Berlin
- 1933: Der wirkliche Knigge, Carl Reißner, Dresden
- 1934: Frau ohne Herz. Ein Theaterstück in 5 Bildern (unter dem Pseudonym Andreas Zeltner), Dreiklang, Berlin
- 1935: Motorbummel durch den Orient, Müller & Kiepenheuer, Berlin (Neuauflage Oswald Arnold, Berlin 1942)
- 1935: Mensch, mach dirs leicht! Des "Wirklichen Knigge" 2. Auflage, Carl Reißner, Dresden
- 1935: Der Strohmann. Schwank in 3 Akten, Dreiklang, Berlin – unaufgeführt
- 1935: Ein Sonntagskind. Lustspiel-Operette in 7 Bildern (Musik von Karlheinz Gutheim), Vertriebsstelle und Verlag Deutscher Bühnenschriftsteller und Bühnenkomponisten, Berlin
- 1936: Freut Euch des Lebens! (mit Bruno Wellenkamp), Verlag Arbeitsfront (eine Revue für KdF)
- 1936: Das Buch vom Kitsch, Piper, München
- 1939: Du, hör’ mal zu! Lustiges, Militärverlag Karl Siegismund, Berlin (Deutsche Soldatenbücherei, Reihe A, Bd. 1; 2. Aufl. 1940)
- 1939: Mit 100 Jahren noch ein Kind …, Schützen-Verlag, Berlin (4. Auflage 1940)
- 1939: Des Teufels Phiole. Ein utoparodistischer Roman (unter dem Pseudonym Andreas Zeltner), Schützen-Verlag, Berlin
- 1940: Der Spaßvogel, Curtius, Berlin (Mitautor)
- 1940: Der kleine Spaßvogel, Curtius, Berlin (Mitautor)
- 1940: mit Viktor de Kowa: Der Tolpatsch. Lustspiel in 3 Akten nach dem Roman von Hans Ribau, Ahn & Simrock, Berlin
- 1940: Herr Knurpel. Fachsimpeleien um eine schnurrige Figur (unter dem Pseudonym Andreas Zeltner), Wehnert, Leipzig (2. Aufl. 1942)
- 1940: Tamerlan (unter dem Namen von R. A. Stemmle), Ibach, Wien u. a.
- 1940: mit G. V. Otten: Die Jagdhütte. Schwank, Ahn & Simrock, Berlin – nicht aufgeführt
- 1941: Liebe und Gips, Frommhagen, Berlin
- 1941: Lachendes Feldgrau, Burmester, Bremen (zusammen mit Hans Riebau)
- 1942: Hast du Töne!, Schützen-Verlag, Berlin
- 1942: Die kobaltblaue Tarnkappe. Eine Lausbüberei in der Kleinstadt, Braun & Schneider, München
- 1943: Lachendes Feldgrau, Burmester, Bremen (zusammen mit Hans Riebau)
- 1951: Hinter den Kulissen unserer Sprache. Eine Plauderei, Pohl, München
- 1956: Reimann reist nach Babylon. Aufzeichnungen eines Spießers, Heidenheimer Verlagsanstalt, Heidenheim
- 1957: Der Mogelvogel, Roman, Niemeyer, Hameln
- 1959: Mein blaues Wunder. Lebensmosaik eines Humoristen, Autobiographie, Paul List, München
- 2007: Ordnung im Bücherschrank. Feuilletons, Lehmstedt, Leipzig
- 2008: Possenspiel des Lebens. Essays und Gedichte zur Zeit, Lehmstedt, Leipzig
- 2010: Von Paukern und Lausbuben. Erinnerungen, Lehmstedt, Leipzig

## Tondokumente

### Originalaufnahmen
Hans Reimann besprach Ende der 1920er Jahre eine Reihe von Schallplatten für die Marken Odeon, Homocord, Grammophon, Ultraphon, Telefunken und Electrola mit eigenen Texten. Bei den Aufnahmen auf Homocord, Ultraphon und Telefunken begleitete ihn der Komponist Erich Einegg am Flügel.
1. Odeon
- Sächsische Miniaturen: a) Spießer – b) Meißen oder Loschwitz. Odeon O-11 003 a (Be 7243)
- Sächsische Miniaturen: Die Schöpfungsgeschichte. Odeon O-11 003 b (Be 7242)
- Sächsische Miniaturen: a) Die Katze – b) Das Dienstmädchen. Odeon O-11 004 a (Be 7244)
- Sächsische Miniaturen: a) Im Zigarrenladen – b) Die Jalousien. Odeon O-11 004 b (Be 7245)  September 1928
- Sächsische Miniaturen: Oswin, der ertrunkene Hering. 1. u. 2. Teil. Odeon O-2616 a (Be 7642) und b (Be 7643) Dezember 1928
- Indiskretes von unserer Familie. 1. u. 2. Teil. Odeon O-25 306 a (mx. H-83 429) und b (mx. H-83 430) Homocord-Matrize

2. Homocord Electro
- Laura, ein Gedicht. Am Flügel: Erich Einegg. Homocord 4-3215 (mx. T.C. 1578)
- Sago, kein Gedicht. Am Flügel: Erich Einegg. Homocord 4-3215 (mx. T.C. 1580)[17]
- Baul Ball, ein Betrunkener. I und II. Homocord 4-3216 (mx. T.C. 1582/1583)
- Mathilde Müller, die verbogene Lebenskurve einer sächsischen Jungfrau. Am Flügel: Erich Einegg. Homocord 4-3217 (mx. T.C. 1581)
- Trinklied. Am Flügel: Erich Einegg. Homocord 4-3217 (mx. T.C. 1644)
- Die wundgeküßte Hand der Madame. Musik von Ralph Erwin. Homocord 4-3218 (mx. T.C. 1645)[18]
- Die gute alte und die neue Zeit. Am Flügel: Erich Einegg. Homocord 4-3218 (mx. T.C. 1646) (A 22. 8. 29)
- Nachgemachter Schiller. Homocord 4-3577 (mx. H-62 543)
- Schlaraffenland. Homocord 4-3577 (mx. H-62 545), auch: Odeon O-25 257 (Be 10 782)
- Ich lasse Dich nicht! (Eine köstliche Begebenheit) I und II. Homocord 4-4077 (mx. H-83 431-2 / H-83 432)

3. Grammophon
- Loblied auf die gute alte Zeit. Grammophon 21 866 / B 46077 (mx. 741 bh-IV)
- Sächsische Hymne. Grammophon 21 866 / B 46076 (mx. 744 bh-IV)
- Das Fischerkind von Norderney. Grammophon 21 865 / B 46075 (mx. 743 bh-IV)
- Die Reise nach Bitterfeld. Grammophon 21 865 / B 46074 (mx. 742 bh-IV) (mech. copyr. 1928)
- Wiegenlied. Grammophon 19 983 (mx. 519 bi-IV)
- Des Kindes Schutzengel. Grammophon 19 983 (mx. 520 bi-IV)

4. Ultraphon

 Am Flügel: Erich Einegg. Aufgenommen Februar 1931, Berlin
- a) Laubfrosch und Gans – b) Der verwandelte Spatz. Ultraphon A 871 (mx. 16 254)
- a) Der Jägersmann – b) Das Zebra.  Ultraphon A 871 (mx. 16 255)
- a) Lügengedicht – b) Der verspätete Osterhase. Ultraphon A 872 (mx. 16 256),
- Zwölf kleine Negerlein. Ultraphon A 872 (mx. 16 257),

5. Telefunken

 Aufgenommen November 1937, Berlin, Singakademie
- Telefunken-Brettl: Tonfilm-Kathrein. 1. Teil (Erich Einegg – Hans Reimann): Lisl Tirsch – Ilse Trautschold – Erich Einegg – Hans Reimann. Telefunken A 2349 (mx. 22 471)
- Telefunken-Brettl: Dornröschen und Ulrike. 2. Teil (Erich Einegg – Hans Reimann): Lisl Tirsch – Ilse Trautschold – Erich Einegg – Hans Reimann. Telefunken A 2349 (mx. 22 472)

6. Electrola
- Adam und Eva. EG 2311. Aufgenommen ca. Mai 1931, im Juni 1934 von der Firma aus dem Katalog gestrichen[19]

### Wiederveröffentlichungen
- Hans Reimann: Oswin, der ertrunkene Hering – sämtliche veröffentlichte Aufnahmen 1928 – Anfang 1930 plus 2 unveröffentlichte. Edition Berliner Musenkinder 2004 (CD Duo Phon 05403). Enthält: Oswin, der ertrunkene Hering I & II / Die Schöpfungsgeschichte / Spießer / Meißen oder Loschwitz / Die Katze / Das Dienstmädchen / Im Zigarrengeschäft / Die Jalousien / Loblied auf die gute alte Zeit / Die Reise nach Bitterfeld / Das Fischerkind von Norderney / Sächsische Hymne / Wiegenlied / Des Kindes Schutzengel / Laura, ein Gedicht / Sago, kein Gedicht / Mathilde Müller, die verbogene Lebenskurve einer sächsischen Jungfrau / Baul Ball, ein Betrunkener in der Nacht I & II / Trinklied / Die wundgeküßte Hand der Madame / Die gute alte und die neue Zeit / Nachgemachter Schiller / Nachruf auf einen Kanarienvogel / Drei kleine Stachelschweine / Schlaraffenland